# Wijaya FC
Der Wijaya Football Club (malaiisch Kelab Bola Sepak Wijaya), allgemein bekannt als WFC, ist ein bruneiischer Fußballverein aus Bandar Seri Begawan. Aktuell, Stand Juni 2025, spielt der Verein in höchsten Liga des Landes, der Brunei Super League.

## Geschichte
Die Mannschaft begann 1975 als Gruppe von U14-Spielern, die unter dem Namen Pekerma FC auf dem Ong Sum Ping Field spielten. Wijaya FC wurde offiziell 1989 gegründet. Im gleichen Jahr meldete sich der Verein zur Teilnahme an der Brunei-Muara District League an. In ihrer ersten Spielzeit belegten sie in der Division II den zweiten Platz und stiegen in die oberste Liga auf. Hier spielten sie von 1990 bis 2001. 2002 gewann Wijaya seinen ersten Titel. Im Finale des FA Cup gewann man gegen MS ABDB mit 1:0. 2003 gewannen sie ebenfalls gegen MS ABDB den Supercup.

## Erfolge
- Bruneiischer Zweitligameister: 2003
- Bruneiischer FA Cup-Sieger: 2002
- Bruneiischer FA Cup-Finalist: 2007/08
- Bruneiischer Supercup-Sieger: 2003

## Stadion
Seine Heimspiele trägt der Verein im Stadium Padang dan Balapan aus. Das Stadion hat ein Fassungsvermögen von 3000 Personen.

## Saisonplatzierung
| Saison  | Liga                | Liga  | Liga                                          | Liga                                          | Liga                                          | Liga                                          | Liga                                          | Liga                                          | Liga                                          | Pokal                                         | Pokal |
| Saison  | Liga                | Level | Spiele                                        | S                                             | U                                             | N                                             | Tore                                          | Punkte                                        | Position                                      | Brunei FA Cup                                 |       |
| ------- | ------------------- | ----- | --------------------------------------------- | --------------------------------------------- | --------------------------------------------- | --------------------------------------------- | --------------------------------------------- | --------------------------------------------- | --------------------------------------------- | --------------------------------------------- | ----- |
| 2012/13 | Brunei Super League | 1     | 9                                             | 3                                             | 1                                             | 5                                             | 21:23                                         | 10                                            | 7.                                            |                                               |       |
| 2014    | Brunei Super League | 1     | 16                                            | 4                                             | 2                                             | 10                                            | 25:49                                         | 14                                            | 7.                                            |                                               |       |
| 2015    | Brunei Super League | 1     | 18                                            | 9                                             | 4                                             | 5                                             | 46:34                                         | 31                                            | 4.                                            |                                               |       |
| 2016    | Brunei Super League | 1     | 9                                             | 6                                             | 2                                             | 1                                             | 17:10                                         | 20                                            | 3.                                            | Achtelfinale                                  |       |
| 2017/18 | Brunei Super League | 1     | 20                                            | 10                                            | 0                                             | 10                                            | 31:37                                         | 30                                            | 5.                                            | Viertelfinale                                 |       |
| 2018/19 | Brunei Super League | 1     | 18                                            | 11                                            | 4                                             | 3                                             | 45:24                                         | 37                                            | 3.                                            | Achtelfinale                                  |       |
| 2020    | Brunei Super League | 1     | Abbruch wegen der COVID-19-Pandemie in Brunei | Abbruch wegen der COVID-19-Pandemie in Brunei | Abbruch wegen der COVID-19-Pandemie in Brunei | Abbruch wegen der COVID-19-Pandemie in Brunei | Abbruch wegen der COVID-19-Pandemie in Brunei | Abbruch wegen der COVID-19-Pandemie in Brunei | Abbruch wegen der COVID-19-Pandemie in Brunei | Abbruch wegen der COVID-19-Pandemie in Brunei |       |
| 2021    | Brunei Super League | 1     | Abbruch wegen der COVID-19-Pandemie in Brunei | Abbruch wegen der COVID-19-Pandemie in Brunei | Abbruch wegen der COVID-19-Pandemie in Brunei | Abbruch wegen der COVID-19-Pandemie in Brunei | Abbruch wegen der COVID-19-Pandemie in Brunei | Abbruch wegen der COVID-19-Pandemie in Brunei | Abbruch wegen der COVID-19-Pandemie in Brunei | Abbruch wegen der COVID-19-Pandemie in Brunei |       |
| 2022    | Brunei Super League | 1     | Keine Austragung                              | Keine Austragung                              | Keine Austragung                              | Keine Austragung                              | Keine Austragung                              | Keine Austragung                              | Keine Austragung                              | Gruppenphase                                  |       |
| 2023    | Brunei Super League | 1     | 16                                            | 7                                             | 0                                             | 9                                             | 26:34                                         | 21                                            | 8.                                            | Keine Austragung                              |       |
| 2024/25 | Brunei Super League | 1     | 13                                            | 6                                             | 1                                             | 6                                             | 32:39                                         | 19                                            | 7.                                            | Viertelfinale                                 |       |